# John Scoular
Pas d'image ? Cliquez ici

a Compétitions nationales et continentales officielles uniquement.

b Matchs officiels uniquement.
John Gladstone Scoular, né le 17 septembre 1885 à Whitehaven et décédé le 7 septembre 1953 à Wakefield, est un joueur de rugby écossais, évoluant avec l'Écosse au poste d'arrière.

## Carrière
John Scoular a disputé son premier test match le 18 novembre 1905 contre l'équipe de Nouvelle-Zélande lors de leur tournée 1905-1096, pour un match perdu 12-7. 
Il a disputé son dernier test match le 17 novembre 1906 contre l'équipe d'Afrique du Sud tournée en 1906, pour un match gagné 6-0, le seul match perdu par les Springboks lors de cette tournée.

## Palmarès
- 5 sélections pour l'Écosse.
- Sélections par année : 1 en 1905, 4 en 1906
- Participation au tournoi britannique en 1906